# Càrrega de la malaltia

Càrrega de totes les malalties infeccioses el 2004, mesurat en anys de vida ajustats per discapacitat (AVAD).

Càrrega de les malalties de declaració no obligatòria el 2004, mesurat en anys de vida ajustats per discapacitat.

La càrrega de la malaltia és l'impacte d'un problema de salut, mesurat pel cost financer, la mortalitat, la morbiditat o altres indicadors. Sovint es quantifica en termes d'anys de vida ajustats per qualitat (AVAQ) o anys de vida ajustats per discapacitat (AVAD), els quals quantifiquen en nombre d'anys de vida perduts degut a malaltia (AVPM). Es pot considerar un AVAD com un any de vida sana perdut, i generalment la càrrega de malaltia es pot considerar com una mesura de la diferència entre l'estat de salut actual i l'estat de salut ideal (on la persona viu una vellesa lliure de malaltia i discapacitat). Segons un article publicat a The Lancet al juny de 2015, el dolor lumbar i el trastorn depressiu major es trobaven entre les deu principals causes d'AVPM i eren la causa de més pèrdua de salut que la diabetis, la malaltia pulmonar obstructiva crònica i l'asma combinades. L'estudi, basat en dades de 188 països, considerat com l'anàlisi més gran i més detallada per quantificar nivells, patrons i tendències en la salut i la discapacitat, va concloure que "la proporció d'anys de vida ajustada per discapacitat a causa d'AVPM va augmentar a nivell mundial des de 21,1% en 1990 al 31,2% el 2013." La "càrrega ambiental de la malaltia" es defineix com la quantitat d'AVAD que es pot atribuir als factors ambientals. Aquestes mesures permeten comparar les càrregues de malaltia i també s'han utilitzat per a pronosticar els possibles impactes de les intervencions sanitàries. El 2014, els AVAD per cap van ser "un 40% més grans en regions de ingressos mitjans i baixos".
L'Organització Mundial de la Salut (OMS) ha proporcionat un conjunt de pautes detallades per mesurar la càrrega de malalties a nivell local o nacional. El 2004, el problema de salut que va portar a l'AVPM més alt per a homes i dones era la depressió unipolar, el 2010, va ser el mal d'esquena. Segons un article publicat a The Lancet el novembre del 2014, els trastorns dels majors de 60 anys representen el "23% de la càrrega global de la malaltia" i els principals contribuents a la càrrega de malaltia en aquest grup el 2014 eren "malalties cardiovasculars (30,3%), neoplàsies malignes (15,1%), malalties respiratòries cròniques (9,5%), malalties musculoesquelètiques (7,5%) i trastorns neurològics i mentals (6,6%).":549